# Ігнатушкін Ігор Юрійович
Ігор Юрійович Ігнатушкін (рос. Игорь Юрьевич Игнатушкин; 7 квітня 1984, м. Електросталь, СРСР) — російський хокеїст, нападник. Виступає за «Атлант» (Митищі) у Континентальній хокейній лізі.
Вихованець хокейної школи «Елемаш»/«Кристал» (Електросталь), перший тренер — Равіль Ісхаков. Виступав за «Елемаш» (Електросталь), «Кристал» (Електросталь), «Нафтовик» (Леніногорськ), «Атлант» (Митищі), «Амур» (Хабаровськ).
У складі юніорської збірної Росії учасник чемпіонату світу 2002.
Досягнення
- Срібний призер юніорського чемпіонату світу (2002).